# Isaak "Tjaak" Pattiwael
Isaak "Tjaak" Pattiwael (23 de fevereiro de 1914 - 16 de março de 1987) foi um futebolista indonésio. 

## Carreira
Isaak "Tjaak" Pattiwael fez parte do elenco da histórica Seleção das Índias Orientais Holandesas que disputou a Copa do Mundo de 1938.

## Ligações Externas
- Perfil em Fifa.com (em inglês)